# ناودیس

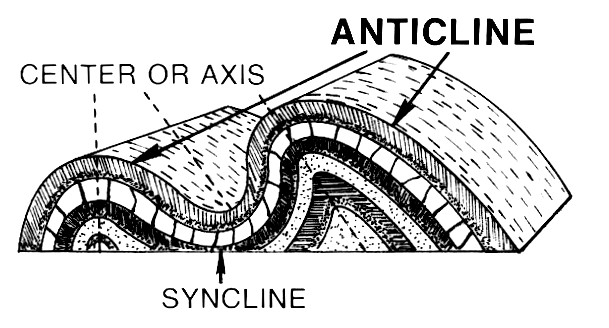

ناودیس (به انگلیسی: Syncline) به چاله یا طاق وارونه در یک چین‌خوردگی در طبقات سنگی گفته می‌شود و به معنی شیب به طرف یکدیگر است. ناودیس که واژه‌ای فارسی است برای فهم بیشتر به کلمهٔ ناو یا کف کشتی و ناو اشاره می‌کند و برای ساده فهمیدن آن دره‌ها و گودرفتگی‌های طولی را می‌توان نوعی ناودیس بیان کرد، چینی است که به طرف بالا مقعر است. به عبارت دیگر در ناودیس‌های ساده شیب دو پهلو به طرف یکدیگر می‌باشد. پهلوهای چین‌های ناودیس ممکن است در یک طرف شیب داشته، یا به صورت افقی، یا به‌طور عمود باشند. هر چند این تعریف عموماً صادق است ولی مواردی نیز وجود دارد که این تعریف پاسخگو نیست، به همین جهت ناودیس را به عنوان چینی که سنگهای جوانتر در مرکز آن قرار دارند، تعریف می‌کنند. ناودیس و طاقدیس متضاد یکدیگر در چین خوردگی‌ها اند.

## وجه تسمیه
ناودیس (به انگلیسی: Syncline) از لغت یونانی Syncline گرفته شده‌است.

## انواع ناودیس
به‌طور کلی همان‌طوری که در تعریف ناودیس ذکر شد، چینی که سنگ‌های جوان در مرکز آن قرار دارند، ناودیس نام دارد. با این وصف ناودیس‌ها را می‌توان از نظر شکل به انواع زیر تقسیم کرد که در این تقسیم‌بندی در تمامی موارد لایه‌ها از اطراف به سمت مرکز چین جوان‌تر می‌شوند.
- ناودیس متقارن: ناودیس متقارن، ناودیسی است که سطح محوری آن قائم است. به عبارت دیگر هر دو پهلو دارای شیب یکسان است.
- ناودیس نامتقارن: ناودیس نامتقارن، ناودیسی است که سطح محوری آن مایل است. شیب دو پهلو در دو جهت مخالف بوده و زاویه شیب دو پهلو متفاوت می‌باشد.
- ناودیس برگشته: در ناودیس برگشته، سطح محوری مایل است و هر دو پهلو در یک جهت شیب دارد و معمولاً دو پهلو دارای زوایای شیب متفاوت می‌باشد. در این ناودیس، پهلویی که بیش از ۹۰ درجه چرخیده‌است، برگشته و پهلویی که کمتر از ۹۰ درجه چرخیده‌است، نرمال می‌باشد.
- ناودیس خوابیده: ناودیس خوابیده، ناودیسی است که در آن سطح محوری معمولاً افقی است.
- ناودیس بادبزنی: ناودیس بادبزنی، ناودیسی است که هر دو پهلوی آن برگشته‌است و شیب پهلوها در جهت مخالف هم می‌باشد. در روی سطح زمین این ناودیس ممکن است که با تاقدیس، اشتباه گرفته شود ولی از روی سنگ‌های جوان‌تر که در مرکز قرار دارند، می‌توان این نوع ناودیس را از تاقدیس جدا کرد.
- حوضه: حوضه یک فرورفتگی ناودیسی است که داری جهت پلانج مشخص نیست و در تمام جهات به طرف مرکز حوضه پلانج دارد.

این ناودیس‌ها، ناودیس‌های منفرد هستند.

### ناودیس مرکب
چین‌ها به تنهایی یافت نمی‌شوند و معمولاً هر چین به یک سیستم چین تعلق دارد که خود از چین‌های زیادی تشکیل شده و کمربند چین‌ها را تشکیل می‌دهد. ناودیس مرکب یا (Synclinovium)، ناودیس بزرگی است که از چین‌های کوچک‌تر تشکیل شده باشد. در اغلب این ناودیس‌ها، در روی چین اصلی، چین‌های فرعی و کوچکتری نیز وجود دارد که این چین‌های فرعی نیز به نوبه خود دارای چین‌های فرعی کوچکتر می‌باشند.

### ناودیس پلانج‌دار
ناودیس‌ها، مانند دیگر ساختارهای زمین‌شناسی باید در سه جهت فضایی مورد مطالعه قرار می‌گیرند، برای بررسی ناودیس در حالت سه‌بعدی بایستی محور ناودیس را نیز به مشخصات پیشین اضافه کنیم. محور ناودیس در بعضی مواقع به صورت افقی است، در بعضی دیگر مایل و در بعضی دیگر به صورت قائم می‌باشد، وقتی گوییم ناودیسی پلانج‌دار است.
محور ناودیس نسبت به افق یک زاویه‌ای را تشکیل می‌دهد که این زاویه از ۰ تا ۹۰ درجه در تغییر است. اگر ناودیسی دارای پلانج باشد، از روی نقشه زمین‌شناسی به صورت V شکل دیده می‌شود که در این حالت جهت پلانج یا جهتی که محور ناودیس به آن سمت شیب دارد، در جهت مخالف نوک V می‌باشد.

## نگارخانه

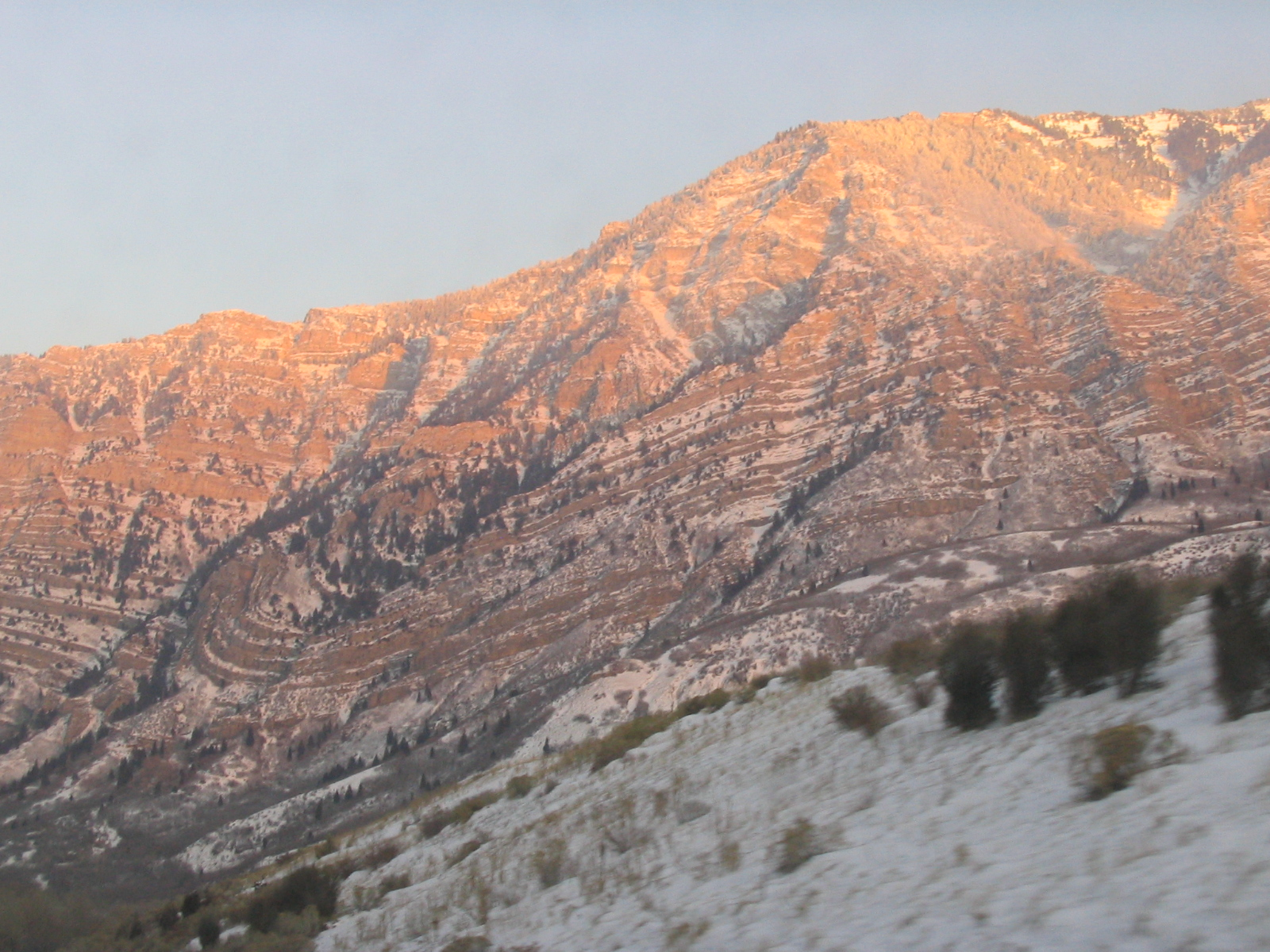
Snow-dusted syncline in Provo Canyon, یوتا.
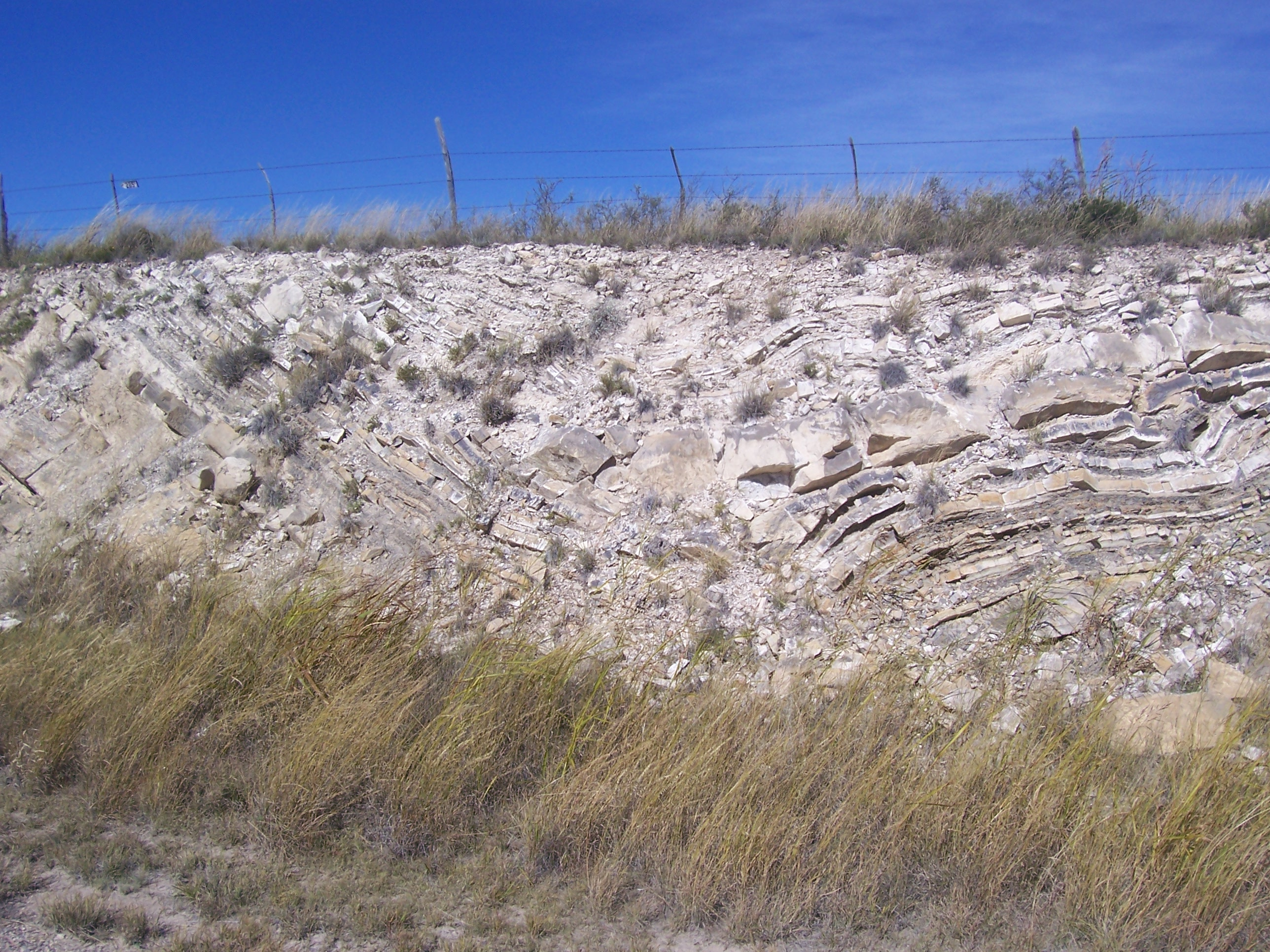
Road cut near فورت دیویس، تگزاس showing a syncline.
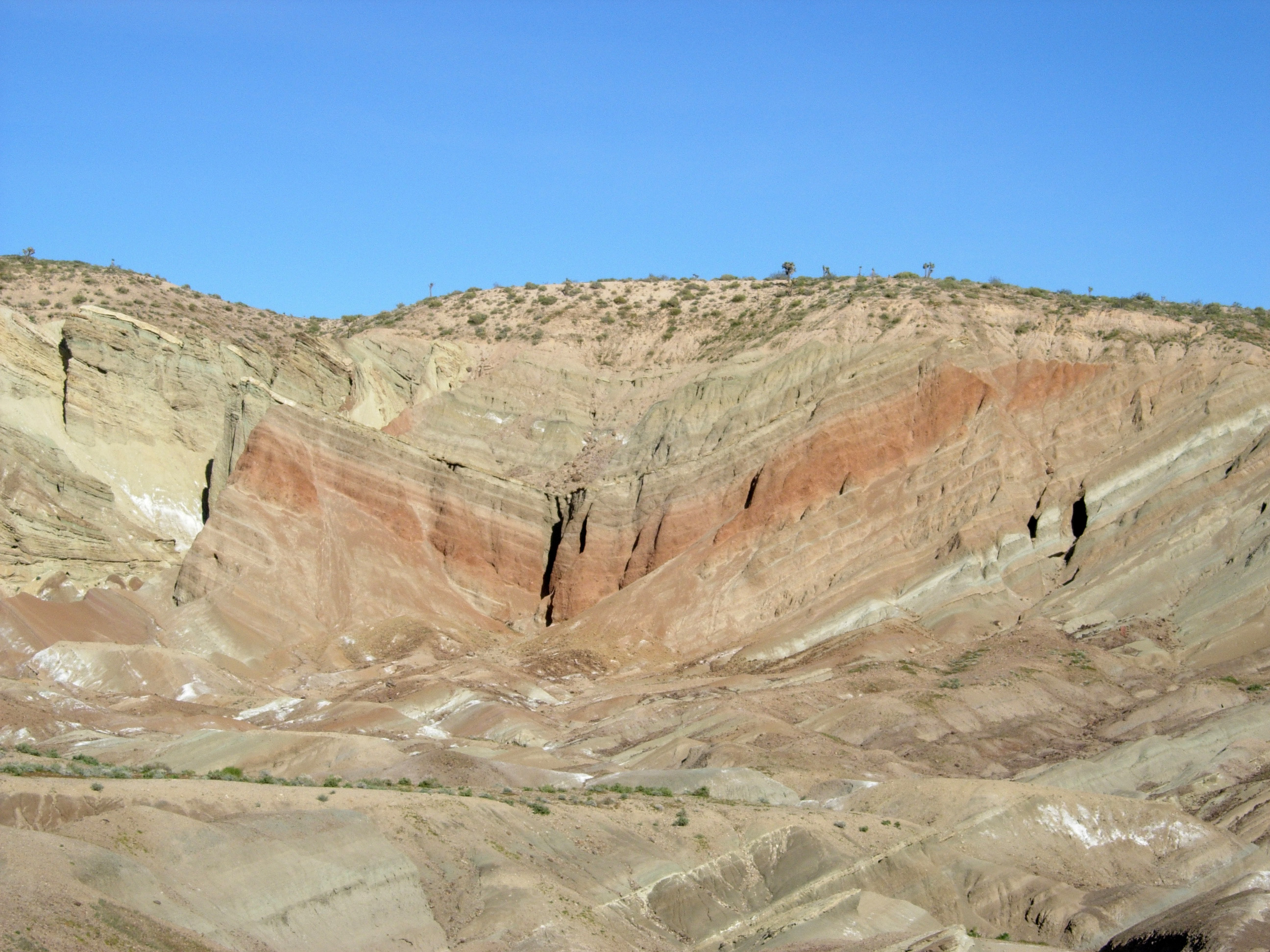
Rainbow Basin Syncline in the Barstow Formation near بارستو، کالیفرنیا
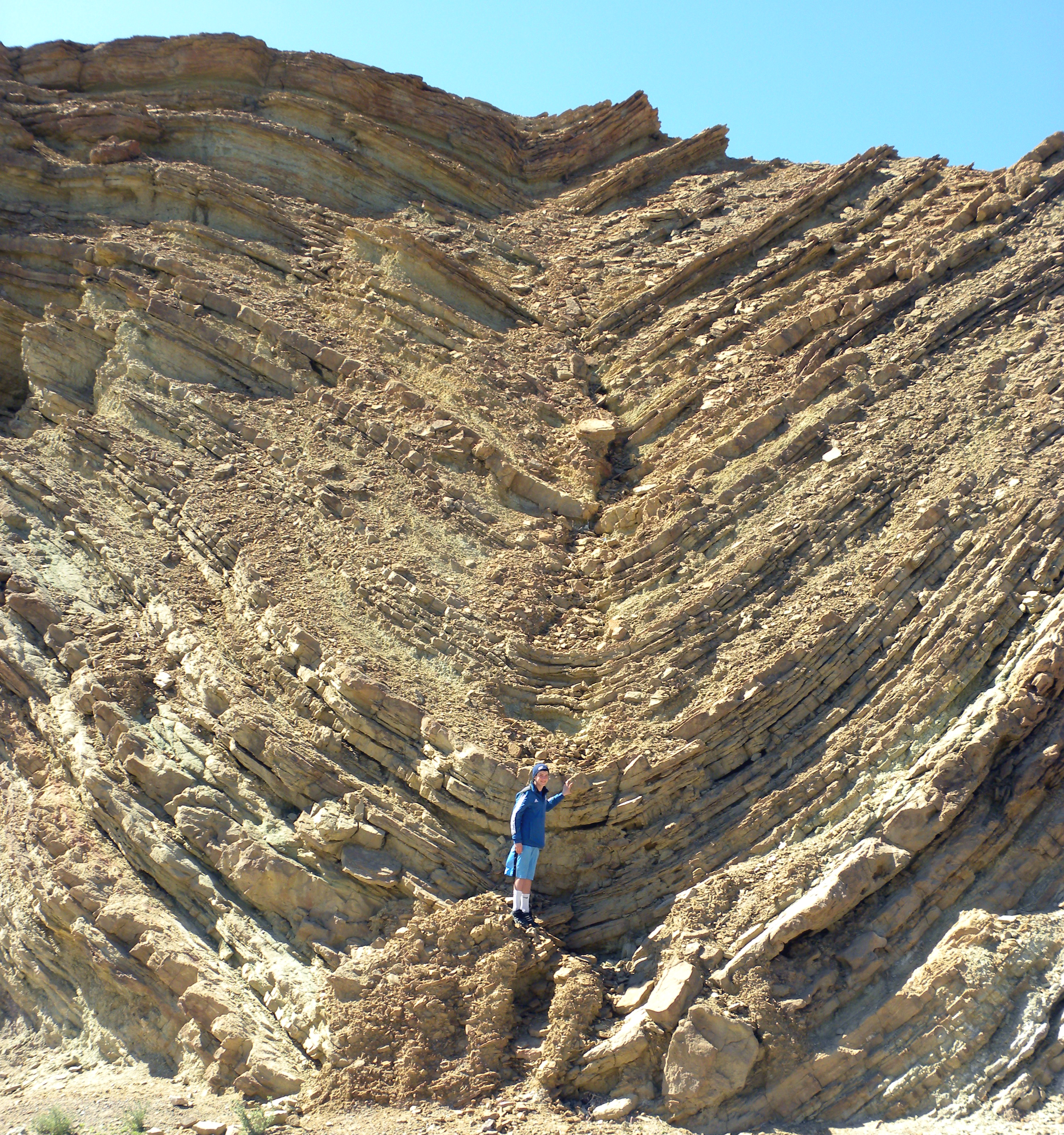
Syncline in the lower parking lot of  Calico Ghost Town ; note ductile folding at base, brittle above.
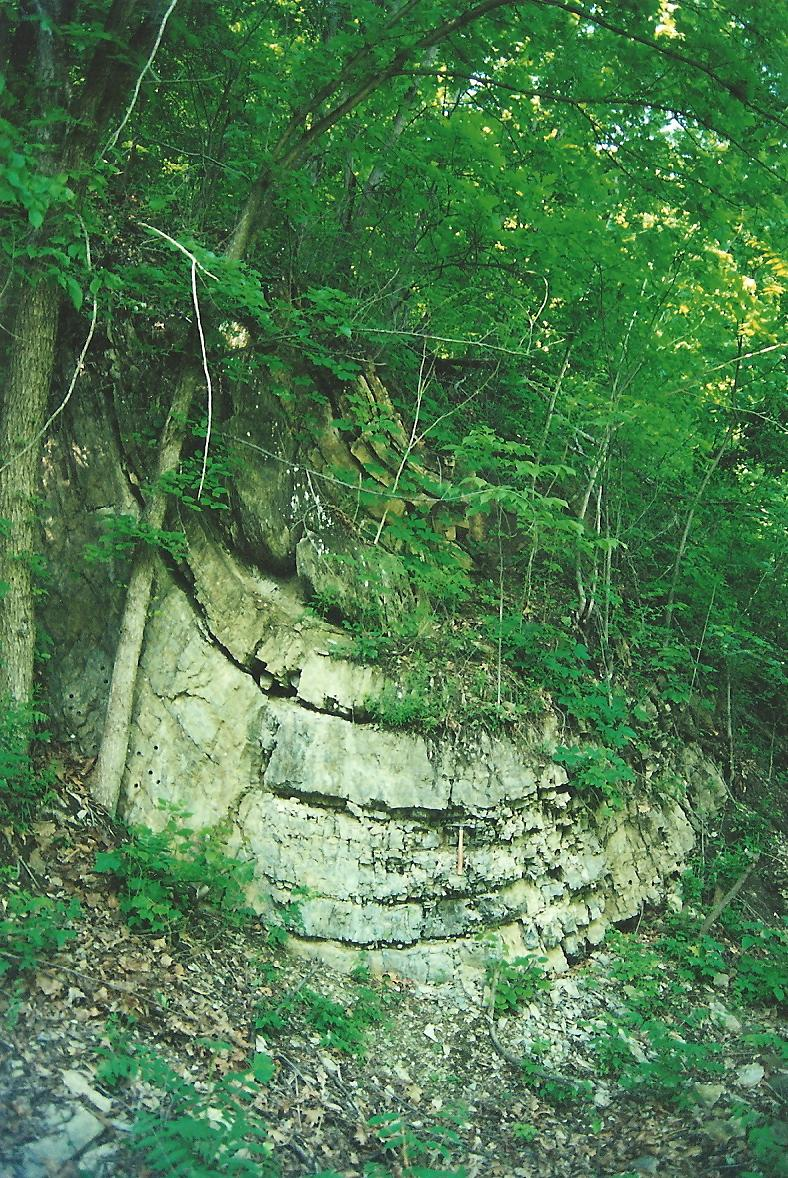
Synclinal fold in سیلورین Wills Creek Formation or Bloomsburg Formation at Roundtop Hill (Maryland)
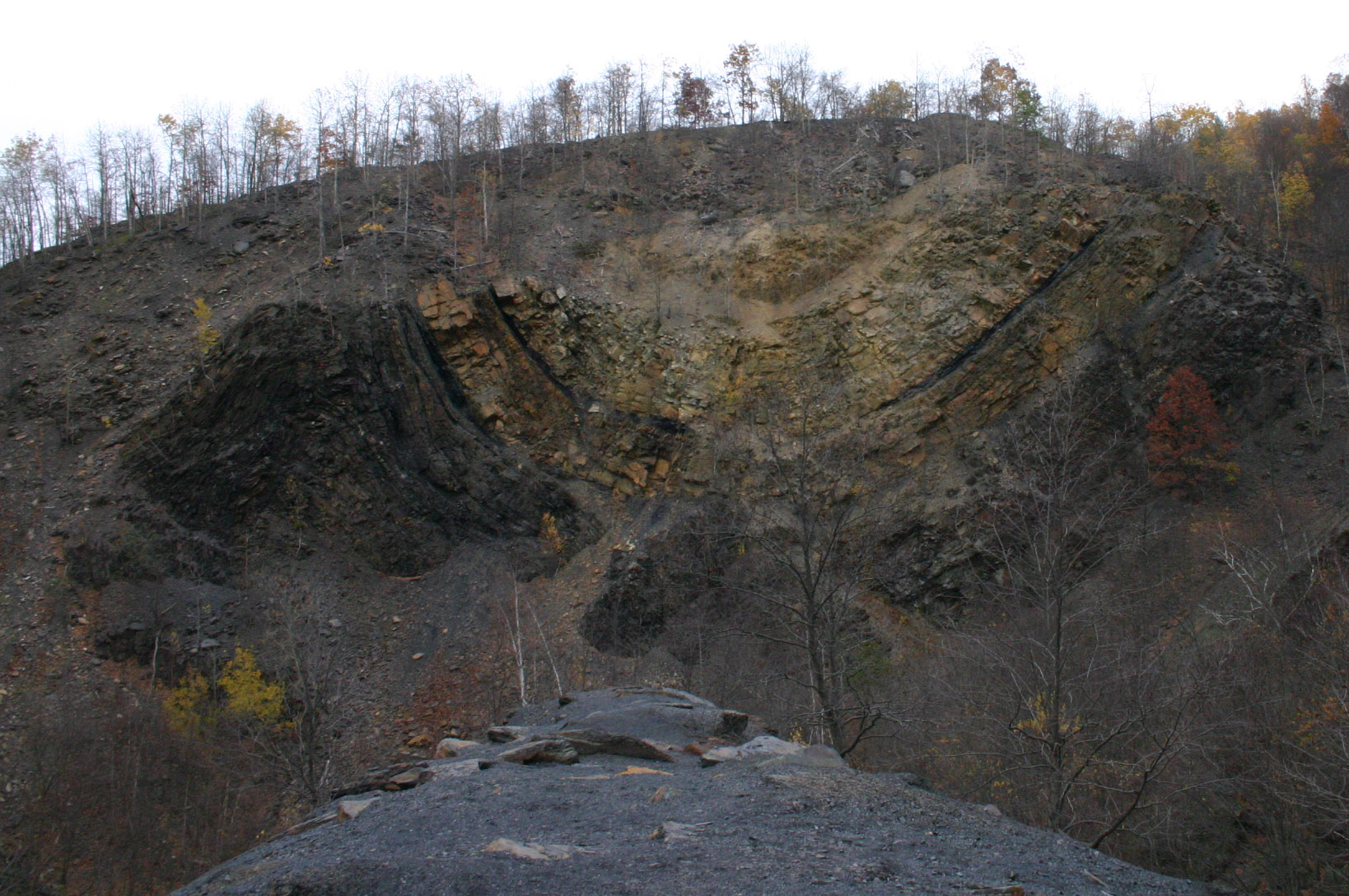
East wall of Bear Valley Strip Mine, near شاموکین، پنسیلوانیا
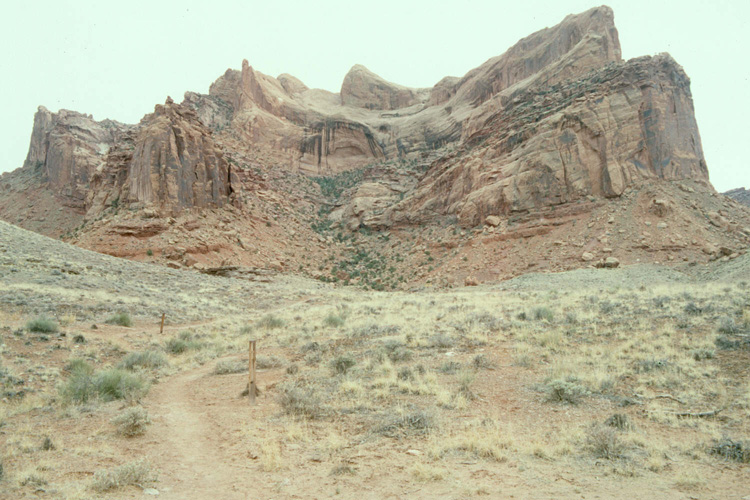
Syncline in Navajo Sandstone, Upheaval Dome, پارک ملی کنیون لندز،  Utah.